# Abrège Frère
Abrège Frère est un créateur de contenu sur TikTok et Instagram. Il est connu pour ses vidéos dont le concept est de résumer de manière concise et humoristique des vidéos plus longues.

## Biographie
D'origine chinoise, Abrège Frère commence à gagner en notoriété sur TikTok vers fin janvier 2024, lorsqu’il publie des vidéos qui abrègent des story times jugées trop longues par lui-même ou des commentaires d'autres personnes le citant. Son concept unique en France, qui consiste à résumer des vidéos en quelques secondes tout en tenant une tasse à la main, captive une audience importante ; il atteint le million d'abonnés en moins de quatre semaines.

## Polémiques
Des critiques émergent, l’accusant de contribuer à une vague de cyberharcèlement, en particulier de misogynie, car une grande partie de ses vidéos ciblent des créatrices de contenu féminines,,. Des influenceuses rapportent une augmentation des commentaires négatifs et des « raids » en ligne depuis l’apparition de ses vidéos, ce qui soulève des questions sur la représentation des femmes et la liberté d'expression sur les plateformes en ligne.

## Réutilisations du concept
En février 2024, plusieurs influenceurs créent de nouveaux comptes sur les réseaux sociaux dont notamment le 8 mars 2024 la création de Réfléchis frère durant la journée internationale des droits des femmes, mais aussi d'autres vidéastes s'inspirent de ce concept.
En 2025, la militante féministe Abrège Soeur reprend le concept d'Abrège Frère en ciblant exprès les vidéos d'influenceurs masculinistes ou tenant des propos misogynes.
Un français adapte Abrège Frère à l'international avec un compte TikTok baptisé Gettothepointbro.

## Télévision
- 2024 : Clique (Tête à Clique) - Canal+